# 克拉斯-扬·亨特拉尔
克拉斯-扬·亨特拉尔（荷蘭語：Klaas-Jan Huntelaar，1983年8月12日—）是一位荷蘭退役足球運動員，司職前鋒，曾長期效力沙尔克04。

## 球會生涯
亨特拉爾原本是效力荷蘭一些小型球會，後來輾轉轉到大球會PSV燕豪芬的青年隊。在燕豪芬時代，亨特拉爾已被認為是天才球員，但大部分時間都外借予乙組球會AGOVV阿普多倫(AGOVV Apeldoorn)。他在2003-04年球季成為荷蘭乙組神射手。由於他後來與燕豪芬不和，結果2004年7月1日轉會到海伦芬，上陣45場聯賽入33球。
2006年1月他轉投阿積士。他在2005-06年裡的荷甲、荷蘭杯、歐洲足協杯和荷蘭青年隊的賽事中，共射入了54球。令他成為五十年裡，第二個荷蘭足球員在一季內射入最多的球員。他為阿積士很重要的球員，並受到一些海外球會的招攬，例如皇家馬德里、曼聯、祖雲達斯等。
他於2009年1月以2700萬歐元由阿積士轉投西甲班霸皇家马德里，表現不俗。但在2009年夏天皇家马德里重组“银河舰队”后亨特拉尔失去了球队中的位置。最後於8月5日以1500萬歐元身价转投意甲AC米兰。不过在整个赛季裏他的表现被广泛质疑，出场25次只有7球入账。
2010年8月31日，德甲强隊沙尔克04宣布簽下亨特拉爾，轉會費約為1300万欧元。亨特拉爾以29球獲得2011-2012球季德甲神射手，不僅成為德甲30年來最強的神射手，也成為德甲歷史上單季入球最多的外援。
2017年夏天，亨特拉爾重投阿積士。
2020年12月，亨特拉尔宣布将在2020-2021赛季结束后退役。

### 重返沙尔克04
2021年1月19日，沙尔克04官方宣布，亨特拉尔回归球队，身披21号球衣。他将在他职业生涯的最后4个月全力帮助“矿工”保级。2021年4月，沙爾克04確定降級至德乙。
2021年1月30日，亨特拉尔在球隊對上文達不來梅的客場比賽中替補登場，是重返後首次亮相。
2021年4月3日，亨特拉尔憑藉他在對陣拜耳勒沃庫森的進球，他成為沙爾克歷史最年長的德甲射手，年紀為37歲234天。

## 榮譽

### 俱樂部
阿積士
- 荷甲冠軍：2018-19賽季
- 荷蘭盃冠軍：2005–06賽季、2006–07賽季、2018–19賽季
- 告魯夫盾冠軍：2006年、2007年、2019年

史浩克
- 德國足協盃冠軍：2010-11賽季
- 德國超級盃冠軍：2011年

### 國家隊
荷蘭國家隊
- 歐洲U-21足球錦標賽 冠軍：2006年

### 個人
- 荷蘭乙組最佳球員：2003/04年
- 荷蘭乙組神射手：2003/04年
- 荷蘭甲組最具潛質球員：2005/06年
- 荷蘭甲組最佳球員：2005/06年
- 荷蘭甲組神射手：2005/06年、2007/08年
- 歐洲U-21足球錦標賽最佳球員：2006年
- 歐洲U-21足球錦標賽神射手：2006年
- 德國甲組聯賽神射手：2011/2012 (29球)